# Hesselberg (Heßdorf)
Hesselberg ([ˈhɛsl̩ˌbɛʁk] ) ist ein Gemeindeteil der Gemeinde Heßdorf im Landkreis Erlangen-Höchstadt (Mittelfranken, Bayern). Die Gemarkung Hesselberg hat eine Fläche von 5,404 km². Sie ist in 759 Flurstücke aufgeteilt, die eine durchschnittliche Flurstücksfläche von 7120,29 m² haben.

## Geographie
Hesselberg liegt am Rande des sogenannten Morhofgebietes, ca. 14 km entfernt von Erlangen und Herzogenaurach.
Unmittelbar südlich des Dorfs fließt der Mohrbach oder Moorbach (im Oberlauf Strichweiherbach genannt), ein linker Zufluss des Seebachs. Der Ort ist von Acker- und Grünland und von Weiherplatten umgeben. Im Nordosten sind es die Hesselberger Weiher und Überhangweiher, im Südwesten die Gesalzenen Wiesenweiher und im Süden die Wunderstauden- und Lauterweiher. Das Flurgebiet im Nordwesten wird Großer Anger genannt. Im Südwesten jenseits der Gesalzenen Wiesen-Weiher befindet sich der Hegnichtswald.
Eine Gemeindeverbindungsstraße verläuft zu einer Gemeindeverbindungsstraße (1,5 km südöstlich) zwischen Dannberg (0,8 km westlich) und Niederlindach (0,7 km südöstlich) bzw. zur Staatsstraße 2240 unmittelbar bei der Einmündung der Kreisstraße ERH 16 (1,5 km nördlich), die nach Neuhaus führt (1,6 km nördlich). Weitere Gemeindeverbindungsstraßen nach Mohrhof (1,8 km westlich) und nach Dannberg (1,1 km südlich).

## Geschichte
1157 wurde der Ort erstmals in einer Urkunde des Klosters St. Theodor erwähnt, das hier Besitz hatte. 1315 und 1346 erscheint Hesselberg in der Namensform „hesselbewer“, was sich als Haus bei den Haselstauden deuten lässt. Erst zu einem späteren Zeitpunkt, ab dem 16. Jahrhundert, erfolgte die Umdeutung auf -berg.
Herrschaftsrechte hatten in Hesselberg ursprünglich die Reichsministerialen von Gründlach und ab 1315 die Hohenlohe-Braunecknach, die diese Güter im Jahre 1364 an die Oblei Hannberg stiftete. Weitere Grundrechte hatten zu späterer Zeit noch die Rittergüter Röttenbach und Adelsdorf.
Gegen Ende des 18. Jahrhunderts gab es in Hesselberg 23 Anwesen. Das Hochgericht übte das bambergische Centamt Höchstadt aus. Die Dorf- und Gemeindeherrschaft hatte das bambergische Kastenamt Höchstadt. Grundherren waren das Hochstift Bamberg (Kastenamt Höchstadt: 3 Huben, 3 Halbhuben; Verwaltung Röttenbach: 9 Güter, 2 Gütlein), das Domkapitel Bamberg (Oblei Unterstürmig: 3 Höfe, 2 Sölden) und das Rittergut Adelsdorf (1 Sölde).
1802 fiel der Ort an das Kurfürstentum Bayern, 1803 an Preußen und 1810 an das Königreich Bayern. Im Rahmen des Gemeindeedikts wurde der Ort dem 1811 gebildeten Steuerdistrikt Kairlindach und der 1813 gebildeten Ruralgemeinde Kairlindach zugeordnet. Mit dem Zweiten Gemeindeedikt (1818) entstand die Ruralgemeinde Hesselberg, zu der Mohrhof gehörte. Sie war in Verwaltung und Gerichtsbarkeit dem Landgericht Neustadt an der Aisch zugeordnet und in der Finanzverwaltung dem Rentamt Neustadt an der Aisch. In der freiwilligen Gerichtsbarkeit unterstanden in Hesselberg ein Anwesen dem Patrimonialgericht Adelsdorf (bis 1841). Am 12. Juli 1827 wurde die Gemeinde Hesselberg dem Landgericht Herzogenaurach und dem Rentamt Erlangen zugewiesen, am 1. Oktober 1847 schließlich dem Rentamt Herzogenaurach. Ab 1862 gehörte Hesselberg zum Bezirksamt Höchstadt an der Aisch (1939 in Landkreis Höchstadt an der Aisch umbenannt) und weiterhin zum Rentamt Herzogenaurach (1919 in Finanzamt Herzogenaurach umbenannt, seit 1929: Finanzamt Erlangen). Die Gerichtsbarkeit blieb beim Landgericht Herzogenaurach (1879 in das Amtsgericht Herzogenaurach umgewandelt), seit 1959 ist das Amtsgericht Erlangen zuständig. Die Gemeinde hatte eine Gebietsfläche von 5,620 km².
1877 erbaute in gemeinsamer Arbeit die Hesselberger Bürger die heute noch erhaltene Dorfkapelle der Heiligen Ottilie.
1942 entging Hesselberg nur knapp einer Katastrophe, als ein Flugzeug in der Nähe des Ortes abstürzte.
Am 1. Mai 1978 wurde Hesselberg im Zuge der Gebietsreform in Bayern in die Gemeinde Heßdorf eingegliedert, während Mohrhof in die Stadt Höchstadt an der Aisch eingegliedert wurde.

### Baudenkmäler

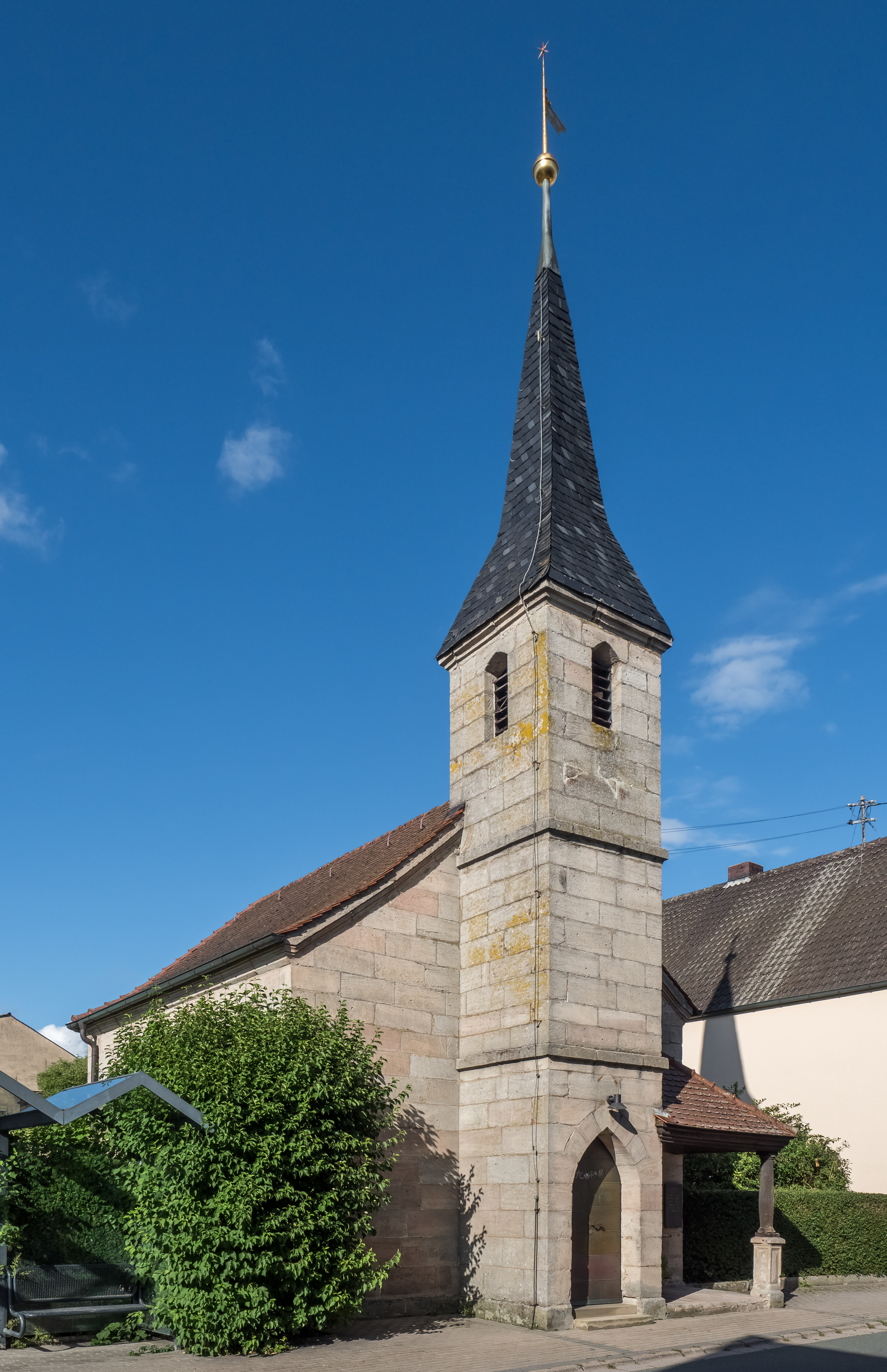
Die Kapelle St. Ottilia

- Mohrhofer Straße 8: Dazugehöriges Nebengebäude
- Neuhauser Straße 17: Bauernanwesen
- Neuhauser Straße 22: Innerhalb von Hesselberg ist die Kirche St. Ottilie aus dem Jahr 1877 zu nennen. Größere Umbauten fanden im Jahr 1973 statt, als der neugotische Altar entfernt und ein Volksaltar aufgestellt wurde. Höhepunkt sind die Skulpturen des heiligen Wendelind und der Patronin der Kirche, der heiligen Ottilie. Die Deckenbemalung stammt von P. Weingärtner, der außerdem das Kriegerdenkmal in der Außennische schaffte.[12]
- Wegkreuz

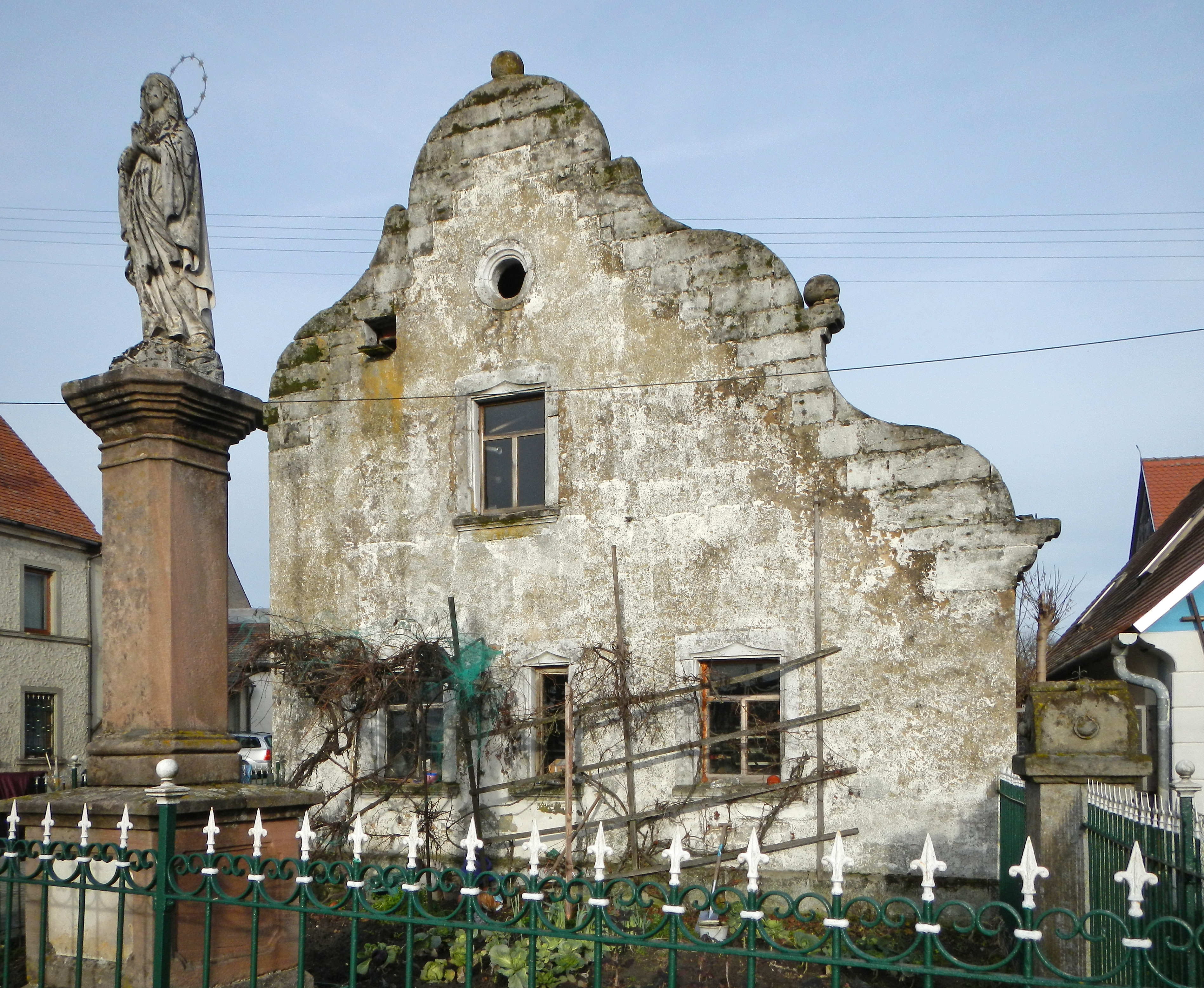
Rest eines Baus mit Schweifgiebel
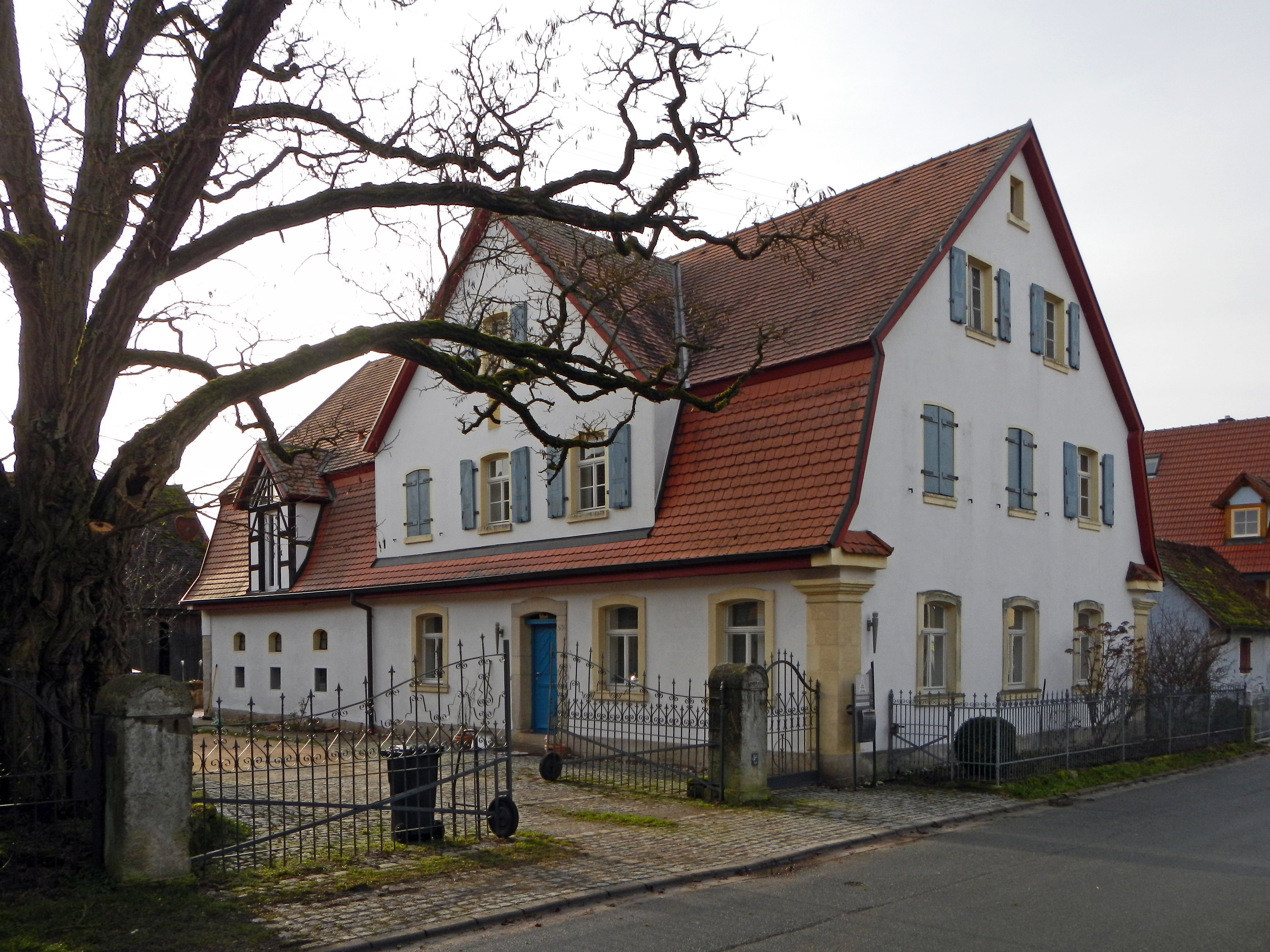
Wohnstallhaus eines Bauernanwesens
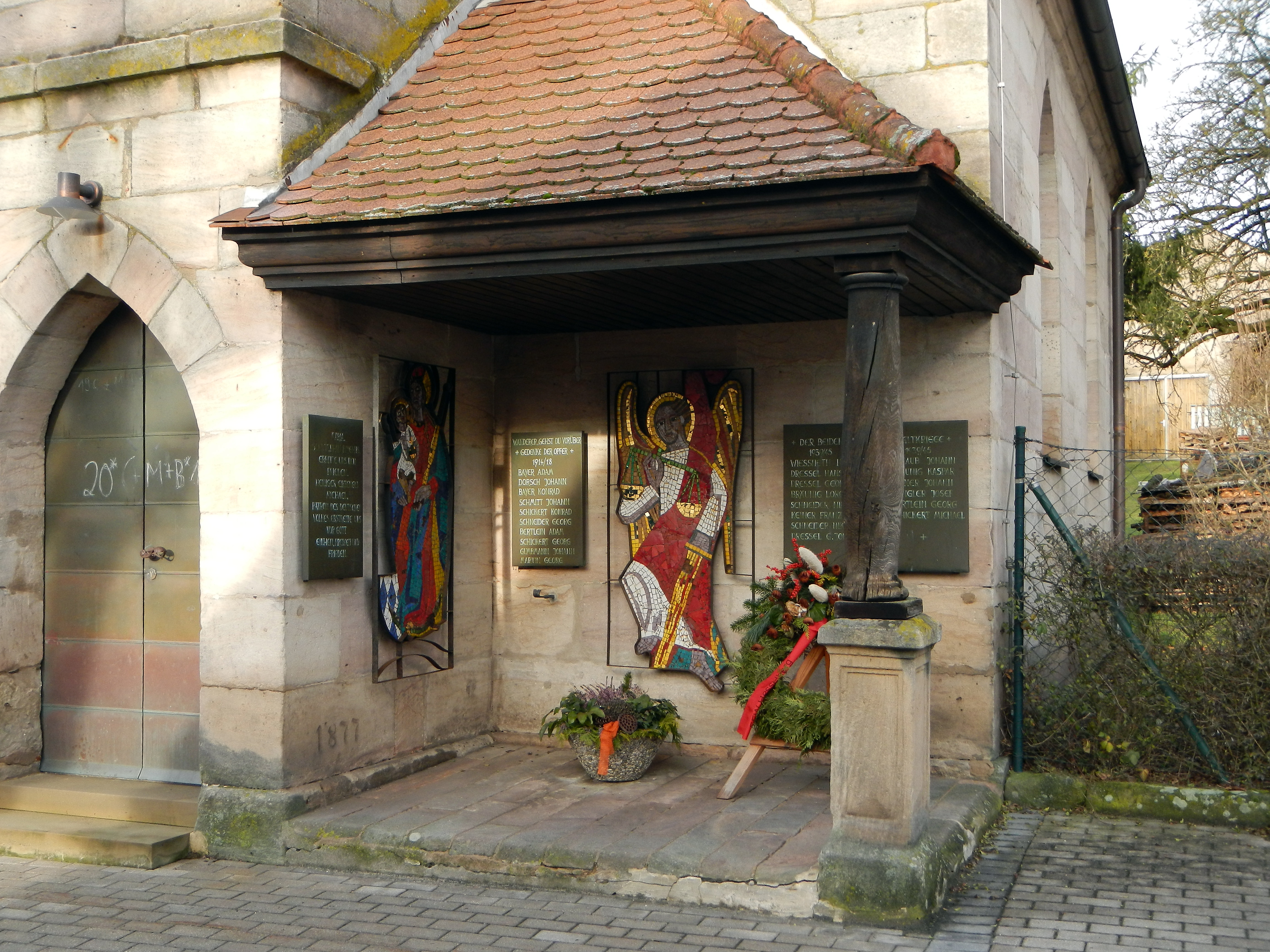
Teilansicht der Kapelle St. Ottilia
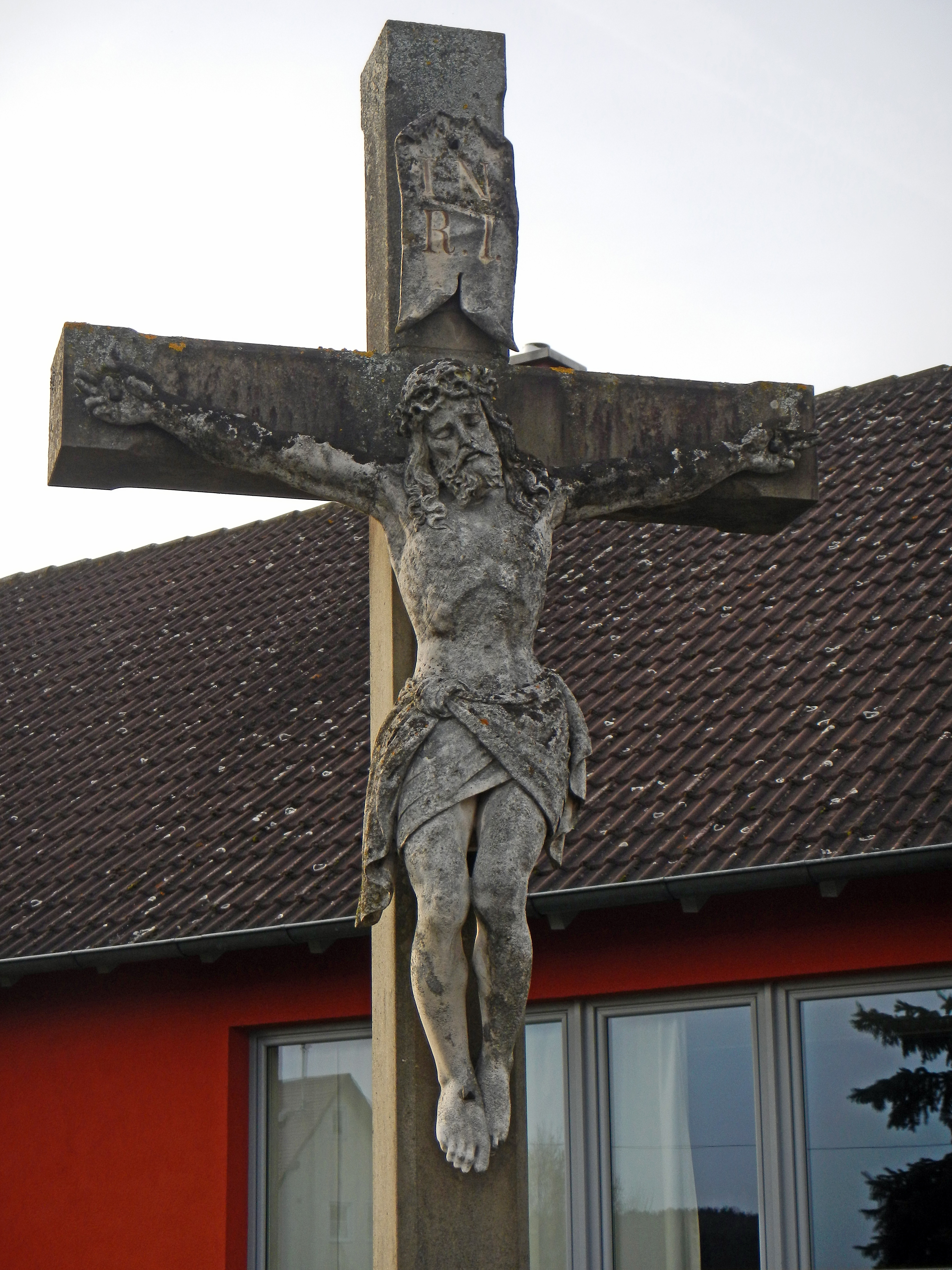
Wegkreuz am südwestlichen Ortsrand

### Einwohnerentwicklung
Gemeinde Hesselberg
| Jahr      | 1818   | 1840   | 1852   | 1855   | 1861   | 1867   | 1871   | 1875   | 1880   | 1885   | 1890   | 1895   | 1900   | 1905   | 1910   | 1919   | 1925   | 1933   | 1939   | 1946   | 1950   | 1952   | 1961   | 1970   |
| Einwohner | 183    | 193    | 200    | 201    | 191    | 180    | 165    | 171    | 179    | 164    | 158    | 171    | 177    | 179    | 198    | 199    | 203    | 171    | 171    | 240    | 240    | 221    | 158    | 179    |
| Häuser    | 27     |        |        |        |        |        | 33     |        |        | 35     | 35     |        | 35     |        |        |        | 33     |        |        |        | 35     |        | 34     |        |
| Quelle    | [ 14 ] | [ 15 ] | [ 15 ] | [ 15 ] | [ 16 ] | [ 17 ] | [ 18 ] | [ 19 ] | [ 20 ] | [ 21 ] | [ 22 ] | [ 15 ] | [ 23 ] | [ 15 ] | [ 24 ] | [ 15 ] | [ 25 ] | [ 15 ] | [ 15 ] | [ 15 ] | [ 26 ] | [ 15 ] | [ 10 ] | [ 27 ] |

Ort Hesselberg
| Jahr      | 001818 | 001861 | 001871 | 001885 | 001900 | 001925 | 001950 | 001961 | 001970 | 001987 | 002013 | 002023 |
| Einwohner | 166    | 183    | 159    | 155    | 172    | 190    | 228    | 148    | 169    | 195    | 271    | 265    |
| Häuser    | 26     |        |        | 34     | 33     | 31     | 33     | 14     |        | 50     |        |        |
| Quelle    | [ 14 ] | [ 16 ] | [ 18 ] | [ 21 ] | [ 23 ] | [ 25 ] | [ 26 ] | [ 10 ] | [ 27 ] | [ 28 ] |        | [ 2 ]  |

## Religion
Hesselberg gehörte ursprünglich zur Pfarrei Büchenbach und wurde erst nach Errichtung der katholischen Wehrkirche Hannberg im Jahr 1575 dorthin gepfarrt, wohin sie bis heute gehören. Der Ort blieb überwiegend katholisch. Die Einwohner evangelisch-lutherischer Konfession sind nach St. Kilian (Kairlindach) gepfarrt.

## Bilder

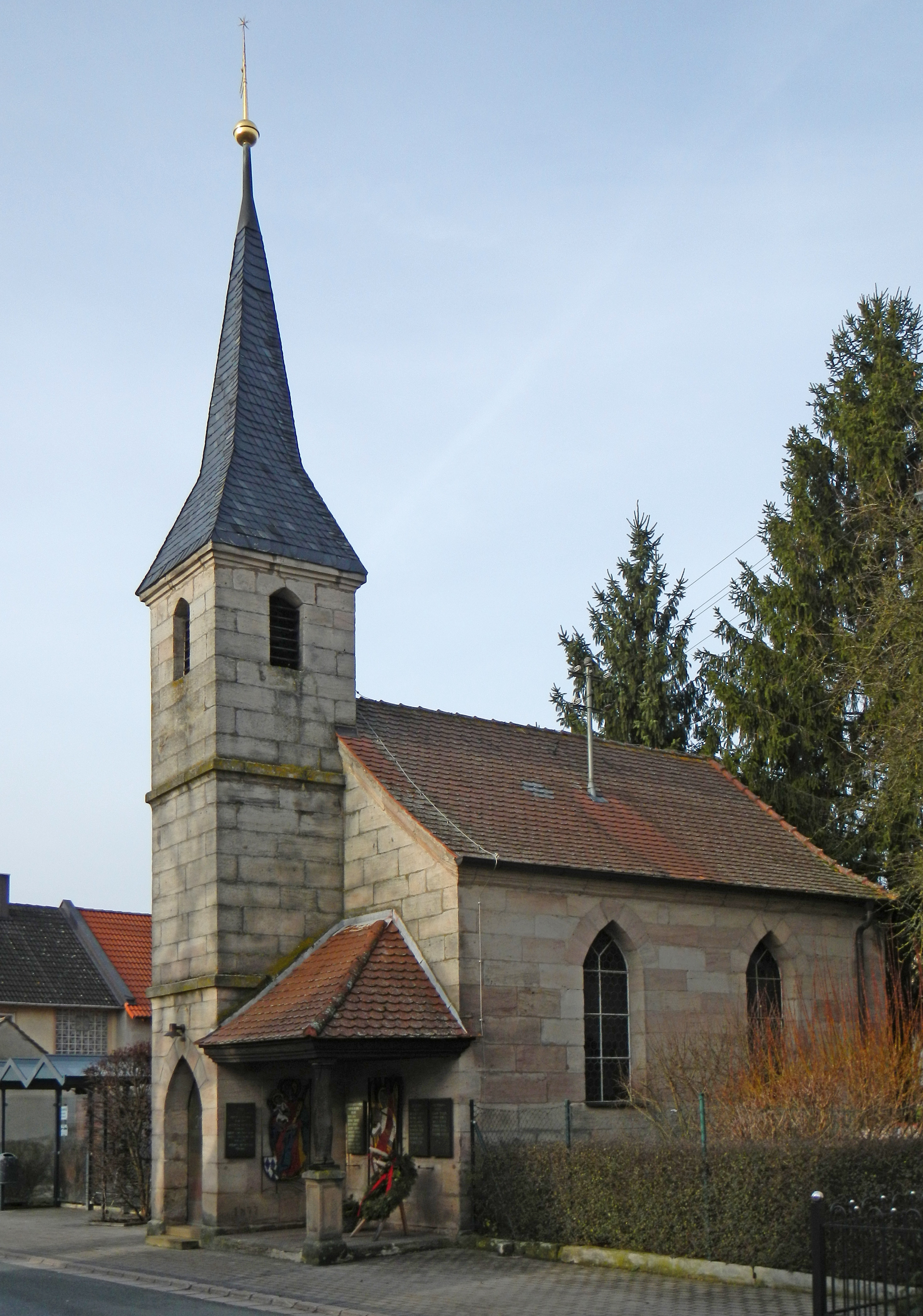
Kapelle St. Ottilia
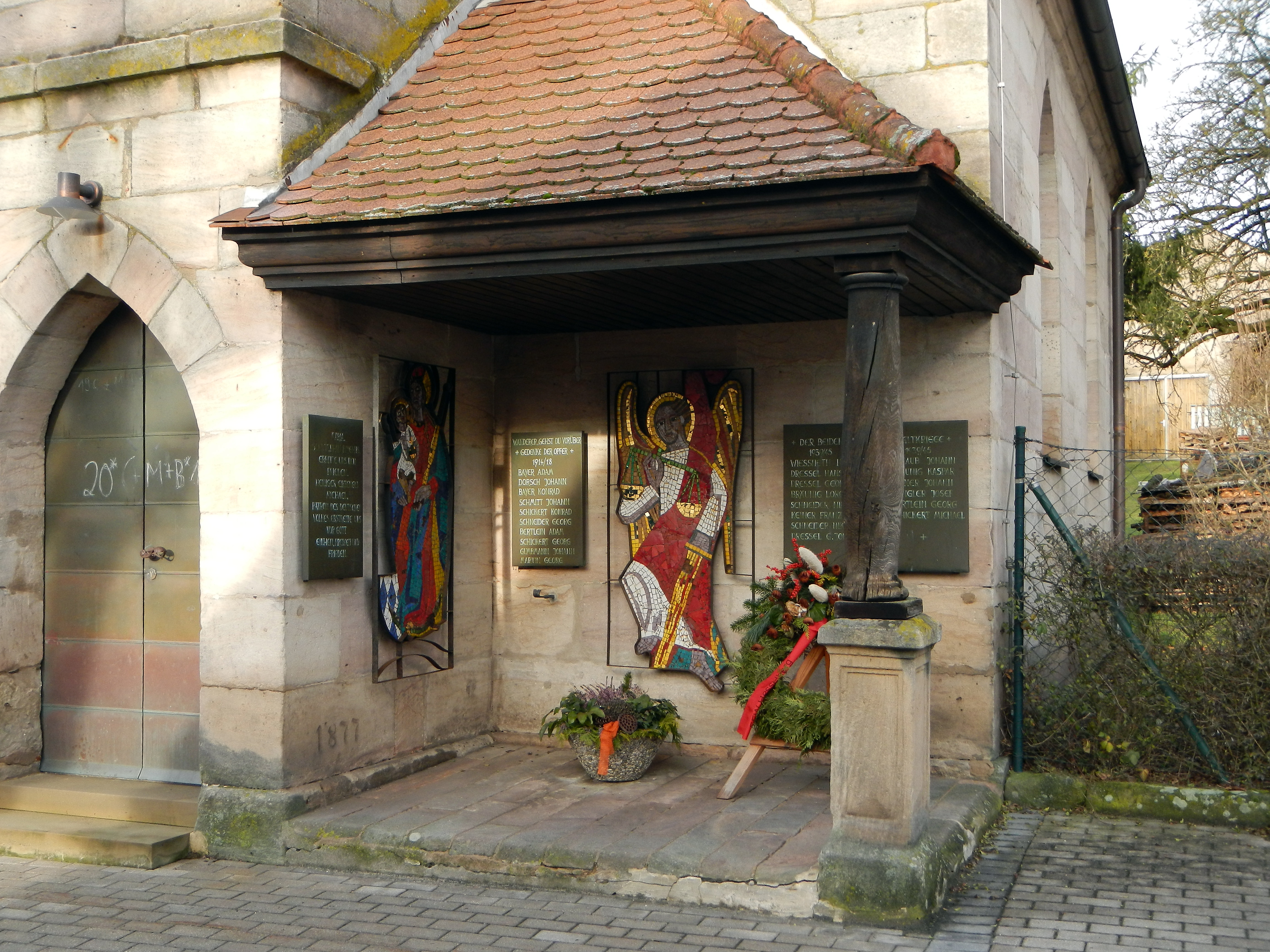
Kapelle St. Ottilie
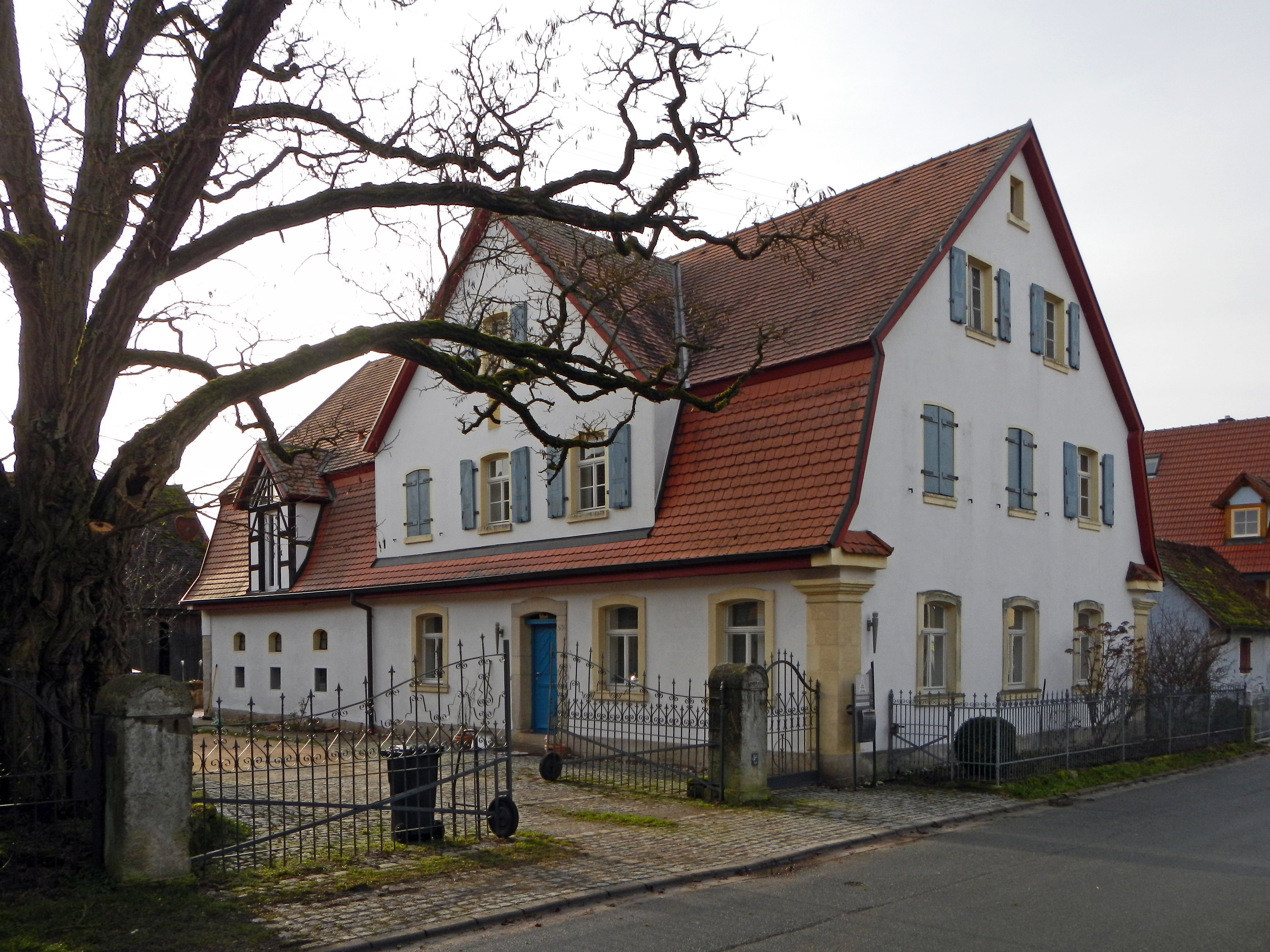
Wohnstallhaus mit Mansarddach
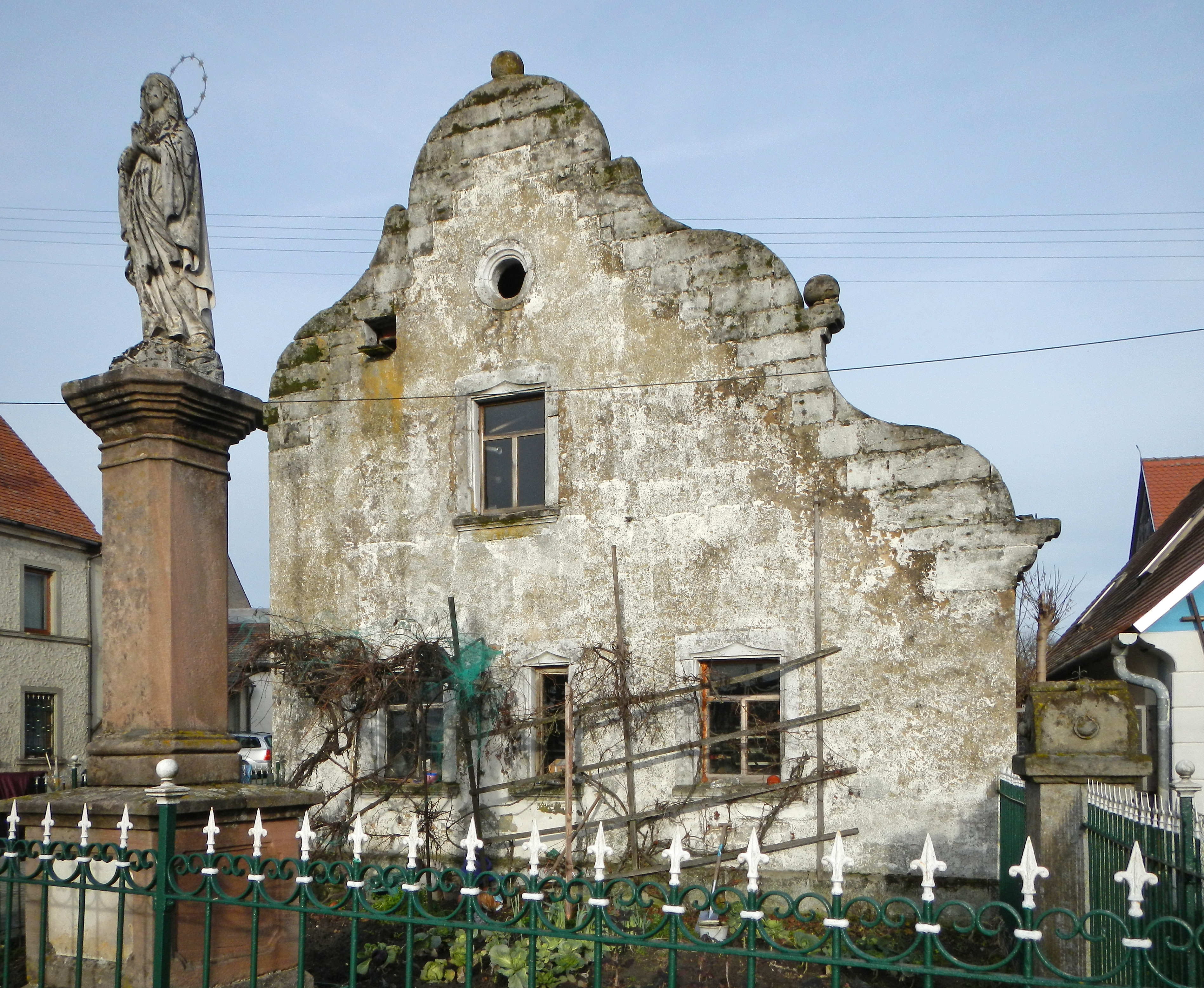
Bau mit Schweifgiebel